# Ruan Center
Le Ruan Center est un gratte-ciel de la ville de Des Moines, dans l'État américain de l'Iowa. Il doit son nom à la compagnie de transports Ruan Transportation, longtemps propriétaire de l'immeuble.
Édifice majeur du centre-ville (Downtown), il est construit en 1974 et est représentatif du style international. Culminant à 139,3 mètres (460 pieds) pour un total de 36 étages, il fut jusqu'en 1990 le plus haut gratte-ciel de l'État de l'Iowa, avant de céder sa place au 801 Grand.
Sa structure intégrant verre et acier est l'œuvre de l'architecte Kendall Griffith Russell Artiaga.